# Saulieu
Saulieu är en kommun i departementet Côte-d'Or i regionen Bourgogne-Franche-Comté i östra Frankrike. Kommunen ligger i kantonen Saulieu som tillhör arrondissementet Montbard. År 2022 hade Saulieu 2 269 invånare.

## Befolkningsutveckling
Antalet invånare i kommunen Saulieu
Referens:INSEE